# Краніоларія
Краніоларія (Craniolaria) — рід рослин родини Мартинієві (Martyniaceae). Включає три види, поширені в Центральній та Південній Америці.

## Ботанічний опис
Однорічні трав'янисті рослини з помітним кореневищем, покриті липким залізистим опушенням. Листя серцеподібної форми, часточкові, розташовуються на довгих ніжках. Квітки розташовуються у невеликих кистеподібних суцвіттях на кінцях пагонів. Чашка плівчаста, складається з довгастих зрощених чашолистків, до 5,5 см завдовжки. Віночок білого кольору, іноді з жовтуватим відтінком, з циліндричною трубкою до 14 см завдовжки, слабо двогубий. Четверо тичинок. Зав'язь одногніздовий. Плоди м'ясисті, з короткими вигнутими рогоподібними відростками. Насіння у числі від 4 до 6.

## Ареал
Усі представники роду відомі у Південній Америці. Типовий вигляд, Craniolaria annua, також росте на острові Пуерто-Рико.Шаблон:Таблица12221

### Список видів
- Craniolaria annua L., 1753
- Craniolaria argentina Speg., 1897
- Craniolaria integrifolia Cham., 1832